# مقاطعة بولك (تينيسي)
مقاطعة بولك هي مقاطعة في تينيسي، بلغ عدد سكانها 16٬825  نسمة، في 2010، عاصمتها بنتون، تبلغ مساحتها 1٬146 كيلومتر مربع.

## الموقع
تشترك في الحدود مع:
- مقاطعة مونرو (تينيسي)
- مقاطعة فانين
- مقاطعة برادلي
- مقاطعة تشيروكي
- مقاطعة موري
- مقاطعة مكمين (تينيسي).

## التقسيمات الإدارية
- بنتون.